# نهائي الجائزة الكبرى لألعاب القوى 2002
نهائي الجائزة الكبرى لألعاب القوى 2002 هو النسخة الثامنة من نهائي الجائزة الكبرى لألعاب القوى، أقيم في باريس بتاريخ 14 سبتمبر. ضم 19 مسابقة من سباقات المضمار والميدان برعاية الاتحاد الدولي لألعاب القوى. كان كل من المغربي هشام الكروج والأمريكية ماريون جونز الفائزين بالنقاط بشكل عام بالبطولة.

## الميداليات

### الرجال
| الحدث         | الذهبية                            | الذهبية | الفضية                             | الفضية  | البرونزية                       | البرونزية |
| ------------- | ---------------------------------- | ------- | ---------------------------------- | ------- | ------------------------------- | --------- |
| إجمالي        | هشام الكروج (المغرب)               | 116     | فليكس سانشيز (جمهورية الدومينيكان) | 116     | كريستيان أولسون (السويد)        | 102       |
| 100 متر       | جون دروموند (الولايات المتحدة)     | 9.97    | كيم كولينز (سانت كيتس ونيفيس)      | 9.98    | فرانسيس أوبيكويلو (البرتغال)    | 10.03     |
| 400 متر       | مايكل بلاكوود (جامايكا)            | 44.72   | جريج هوتون (جامايكا)               | 44.87   | ليونارد بيرد (الولايات المتحدة) | 44.92     |
| 1500 متر      | هشام الكروج (المغرب)               | 3:29.27 | برنارد لاجات (كينيا)               | 3:30.54 | كورنيليوس تشيرتشير (كينيا)      | 3:31.51   |
| 3000 متر      | أبراهام تشيبي (كينيا)              | 8:33.42 | بول بيتوك (كينيا)                  | 8:34.00 | مارك بت (كينيا)                 | 8:34.20   |
| 400 م حواجز   | فليكس سانشيز (جمهورية الدومينيكان) | 47.62   | ستيفان دياغانا (فرنسا)             | 47.82   | جيمس كارتر (الولايات المتحدة)   | 48.12     |
| القفز العالي  | ستيفان هولم (السويد)               | 2.31 م  | ياروسلاف ريباكوف (روسيا)           | 2.28 م  | عبد الرحمن حماد (الجزائر)       | 2.28 م    |
| قفز بالزانة   | جيف هارتويغ (الولايات المتحدة)     | 5.75 م  | ألكسندر أفربوك (إسرائيل)           | 5.75 م  | تيم لوبينجير (ألمانيا)          | 5.65 م    |
| القفز الثلاثي | كريستيان أولسون (السويد)           | 17.48 م | جوناثان إدواردز (المملكة المتحدة)  | 17.41 م | ألكسندر مارتينيز (كوبا)         | 17.09 م   |
| دفع الجلة     | آدم نيلسون (الولايات المتحدة)      | 21.34 م | يوري بيلونوج (أوكرانيا)            | 20.74 م | ميلان هابوراك (سلوفاكيا)        | 20.40 م   |
| رمي المطرقة   | كوجي موروفوشي (اليابان)            | 81.14 م | أدريان أنوس (المجر)                | 80.03 م | بلازس كيس (المجر)               | 79.74 م   |